# Campionati jugoslavi di sci alpino 1977
Ai Campionati jugoslavi di sci alpino 1977 furono assegnati i titoli di discesa libera, slalom gigante, slalom speciale e combinata, sia maschili sia femminili.

## Risultati
| Specialità      | Uomini        | Donne         |
| --------------- | ------------- | ------------- |
| Discesa libera  | Dušan Gorišek | Andreja Urh   |
| Slalom gigante  | Boris Strel   | Irena Jež     |
| Slalom speciale | Bojan Križaj  | Bojana Dornig |
| Combinata       | Andrej Koželj | Andreja Urh   |